# Anògon
En la mitologia grega, Anògon (en grec antic: Ἀνώγων, ονος significa 'manament, exhortació') era fill de Càstor, un dels Dioscurs, i d'Hilaïra, filla de Leucip de Messènia. També es deia Anaxis o Anàxias (Ἀναξίας/Ἄναξις).